# Родулф (Вермандоа)
Родулф (норм. Rodulfus, на френски: Raoul, † 28 юни 896) от графската династия Дом Фландрия, е от 895 до 896 г. граф на Вермандоа.

## Биография
Той е вторият син на граф Балдуин I Желязната ръка от Фландрия и Юдит, дъщеря на император Карл II Плешиви.
С помощта на по-големия му брат Балдуин през 895 г. той завладява замъка на Сен-Квентин и замъка на Перона. Така става най-могъщият във Вермандоа. През 896 г. е нападнат от Херберт I и убит в битката.
Той е вероятно тъст на граф Исаак († 946/948) от Камбре.